# Kurgan (město)
Kurgan (rusky Курган) je město v Uralském federálním okruhu v Rusku, administrativní centrum Kurganské oblasti. Žije zde přibližně 311 tisíc obyvatel. Město leží na řece Tobol, ve vzdálenosti 1973 km od hlavního města Moskvy.

## Dějiny
Město bylo založeno roku 1679 pod názvem Carské městečko (Царёво Городище), od roku 1782 byl Kurgan povýšen na město. V roce 1943 vznikla Kurganská oblast a Kurgan se stal jejím administrativním centrem.
Řád rudého praporu práce (14. červen 1982)

## Významné osobnosti
- Leonid Krasin (1870–1926) – politik a diplomat
- Gavriil Ilizarov (1921–1992) – ortoped
- Roman Badanin (1970) – ruský novinář
- Dmitrij Loskov (1974) – fotbalista
- Jelena Těmnikova (1985) – zpěvačka skupiny Serebro
- Larisa Korobejnikovová (1987) – ruská sportovní šermířka
- Julia Savičevová (1987) – zpěvačka